# 查沃德尔奥乔
《查沃德尔奥乔》（西班牙語：El Chavo del Ocho）是一部由罗伯托·戈麦斯·博拉尼奥斯開創，於1973年2月26日在第九频道開播的墨西哥电视连续剧。

## 角色
- 查沃（El Chavo，罗伯托·戈麦斯·博拉尼奥斯）– 主角，一個8歲的男孩。
- Quico（卡洛斯·维拉格兰）– 一個9歲的男孩。他的全名是費德里科（Federico）。
- La Chilindrina（玛丽亚·安东尼塔·德拉斯·涅韦斯）– 一個帶有雀斑的8歲的女孩。
- Don Ramón（拉蒙·瓦尔德斯）– La Chilindrina的爸爸。
- Doña Florinda（弗洛琳达·梅萨）– Quico的媽媽。
- Popis（弗洛琳达·梅萨）– Doña Florinda的侄女。
- Profesor Jirafales（鲁本·阿吉雷）– 小學老師。
- Señor Barriga（埃德加·维瓦尔）– La Vecindad的所有者。
- Ñoño（埃德加·维瓦尔）– Señor Barriga的兒子。
- Doña Clotilde "La bruja del 71"（安吉丽娜·费尔南德斯）– 單身女子。